# Sainte-Barbe-sur-Gaillon
Sainte-Barbe-sur-Gaillon är en kommun i departementet Eure i regionen Normandie i norra Frankrike. Kommunen ligger i kantonen Gaillon-Campagne som tillhör arrondissementet Les Andelys. År 2018 hade Sainte-Barbe-sur-Gaillon 322 invånare.

## Befolkningsutveckling
Antalet invånare i kommunen Sainte-Barbe-sur-Gaillon
Referens:INSEE